# Вакх (картина Караваджо)
«Вакх» (итал. Bacco) — картина выдающегося итальянского живописца Микеланджело Меризи да Караваджо. Хранится в галерее Уффици во Флоренции.

## История создания
В течение значительной части своей истории картина оставалась неизвестной. Обнаружена она была в запасниках галереи Уффици только в 1917 году. Достоверно судьба произведения не ясна. Предполагается, что картина была создана в один из наиболее удачных периодов в творчестве художника (по одним данным, в 1595 году, по другим, в 1596 году) — при дворе кардинала Франческо дель Монте, известного любовью к сюжетам, аналогичным сюжету «Вакха» и гедонистическим образом жизни. Знакомство Караваджо с кардиналом состоялось во многом благодаря поставщику картин для церкви Сан-Луиджи-деи-Франчези. Некоторые исследователи считают, что данное событие стало одним из ключевых моментов в судьбе мастера: новый покровитель предоставил живописцу жилье (Вилла Мадама), помогал получать серьёзную работу, вместе со знакомыми регулярно делая заказы.

## Сюжет

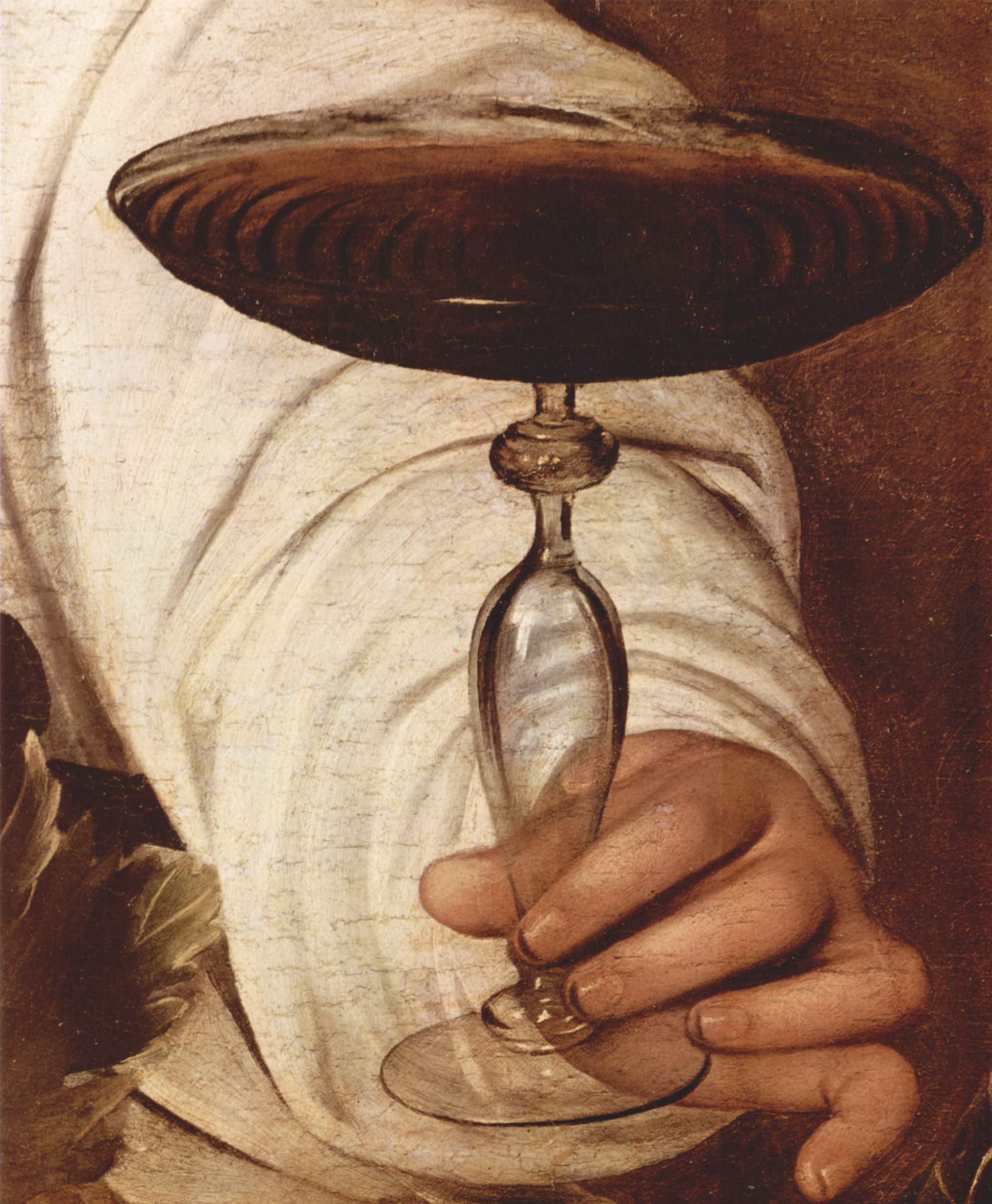
Левая рука юноши с грязными ногтями

В этом произведении художник, как ему было свойственно, осуществил натуралистический подход к античному сюжету. Как и в других работах римского периода творчества, Караваджо подчеркнул бытовой аспект темы.

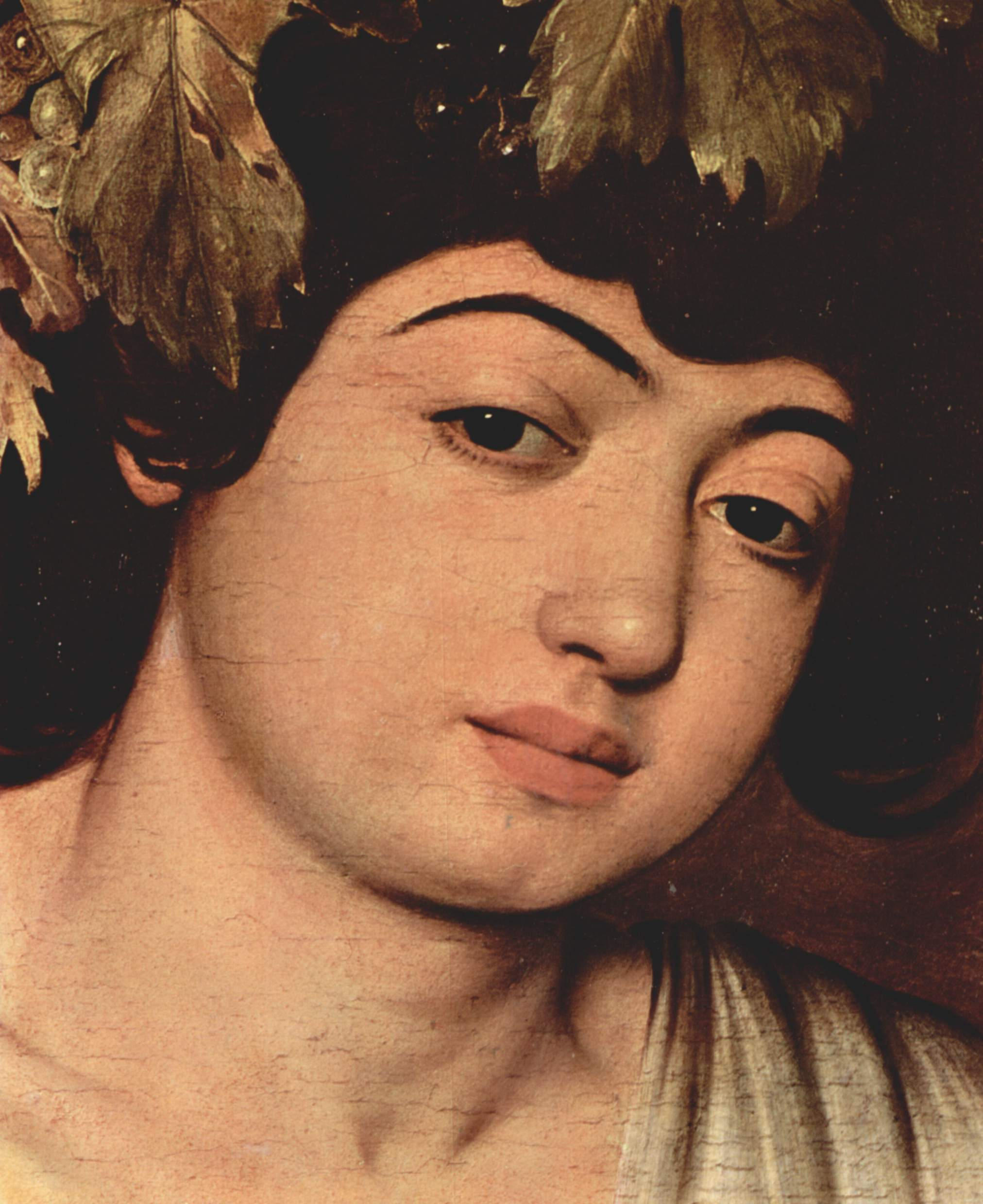
Лицо юноши

Картина изображает юного Вакха, откинувшегося назад, с виноградными ягодами и листьями в волосах, перебирающего пальцами правой руки кушак, охватывающий свободно ниспадающую одежду. На каменном столе перед ним миска с фруктами и большой графин красного вина. Левой рукой он протягивает зрителю неглубокий бокал того же вина, как будто бы приглашая присоединиться к нему.
Караваджо создал не идеализированный образ античного бога, а скорее полупьяного молодого человека. Изнеженный юноша с пухлым, женоподобным лицом — простой и грешный. Автором аккуратно прописаны отталкивающие детали: под ногтями Вакха грязь, не исключено, что для картины позировал один из уличных оборванцев. Вакх томно смотрит из-под полуопущенных ресниц прямо в глаза зрителю, очевиден эротический подтекст произведения.
В полотне присутствует связь основного персонажа и тщательно проработанного натюрморта. Фрукты и графин на картине привлекают чуть ли не больше внимания, чем сам Вакх. Среди плодов айва, виноград, гранат, яблоки со следами гусениц. Фрукты, большинство из которых представлено в испорченном, малосъедобном состоянии, как полагают критики, олицетворяют бренность мирской суеты.
В «Вакхе» ясно прослеживается связь с другими полотнами Караваджо того же периода: «Корзина с фруктами» (1597), «Лютнист» (ок. 1595) и другими.
После очистки картины в отражении на стекле графина обнаружен портрет художника, работающего за мольбертом, а на поверхности вина в чаше стало возможным увидеть отражение лица Вакха.

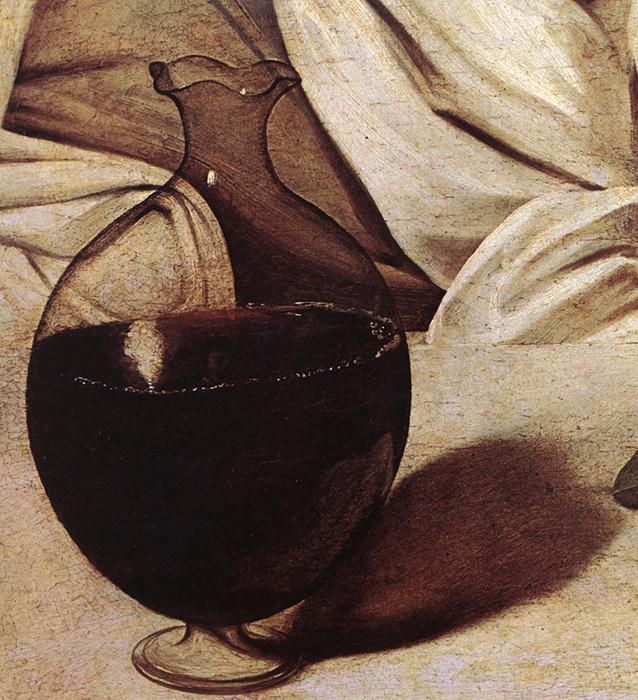
Графин, на котором было обнаружено изображение художника

Расположение предлагаемого бокала с вином в левой руке персонажа картины привело к предположению некоторых исследователей о том, что живописец использовал зеркало при создании картины: левая рука мальчика, якобы является его собственной правой.
Такое предположение согласуется с комментарием раннего биографа Караваджо, Джованни Бальоне, о том, что Караваджо создал некоторые ранние картины при помощи зеркала. Английский художник Дэвид Хокни сделал методы работы Караваджо центральной частью своего тезиса (известного как тезис Хокни-Фолко) о том, что художники эпохи Возрождения и более поздние художники использовали в работе одну из форм камеры-люциды.